# Storia della Palestina nella prima età del ferro

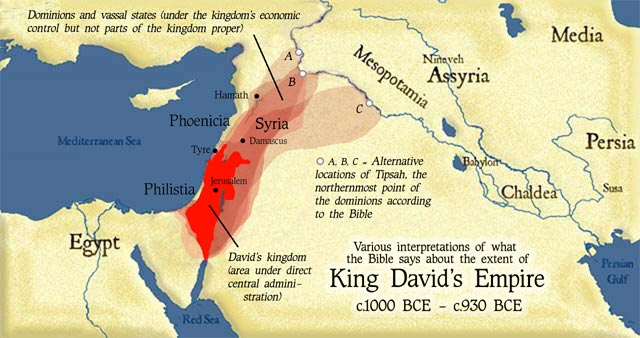
L'estensione del regno di David secondo diverse possibili interpretazioni della Bibbia ebraica

Il passaggio all'Età del Ferro vede in Palestina il processo di formazione (o etnogenesi) del popolo di Israele. La Palestina, come tutta la parte occidentale del Vicino Oriente antico, è travolta da grandi trasformazioni, sia storiche (come l'arrivo di nuove popolazioni da Occidente) sia tecnologiche (il diffondersi della tecnologia del ferro e dell'alfabeto).

## Contesto storico: il collasso dell'età del bronzo
| Schema cronologico della storia antica di Israele | Schema cronologico della storia antica di Israele | Schema cronologico della storia antica di Israele | Schema cronologico della storia antica di Israele |
| Cronologia assoluta                               | Fasi archeologiche                                | Fasi bibliche                                     | Fasi storiche                                     |
| ------------------------------------------------- | ------------------------------------------------- | ------------------------------------------------- | ------------------------------------------------- |
| 3500-2800 ca.                                     | Tardo Calcolitico                                 |                                                   |                                                   |
| 2800-2000 ca.                                     | Antico Bronzo                                     |                                                   | Prima urbanizzazione                              |
| 2000-1550 ca.                                     | Medio Bronzo                                      | Età dei Patriarchi                                | Città-stato indipendenti                          |
| 1550-1180 ca.                                     | Tardo Bronzo                                      | Esodo e conquista                                 | Dominio egiziano                                  |
| 1180-900 ca.                                      | Ferro I                                           | Età dei Giudici e Regno unito                     | Etnogenesi e periodo formativo                    |
| 900-600 ca.                                       | Ferro II                                          | Regni divisi                                      | Regni divisi e dominio assiro                     |
| 600-330 ca.                                       | Ferro III                                         | Età esilica e post-esilica                        | Regno neo-babilonese e Impero achemenide          |

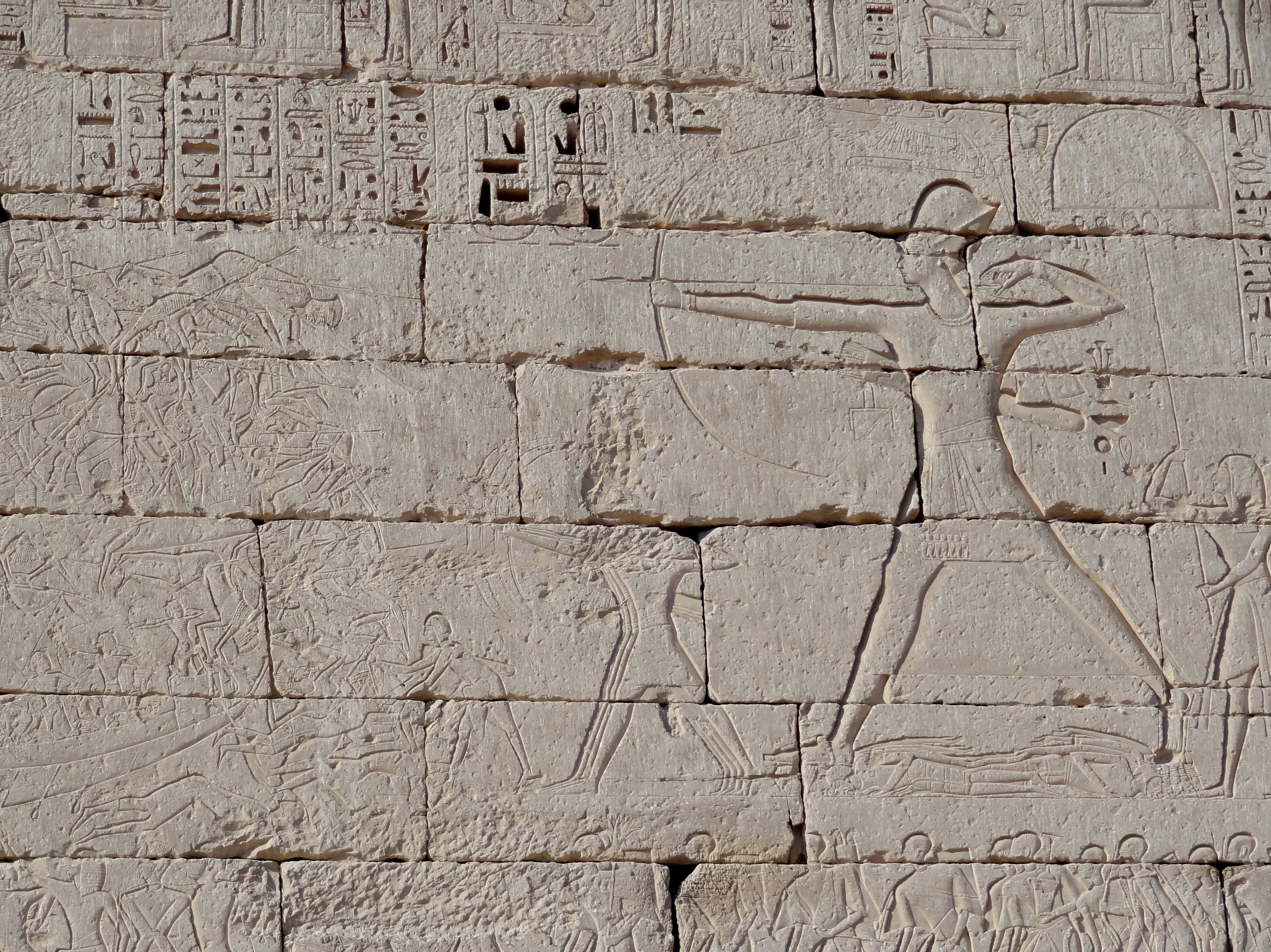
La battaglia in cui Ramses III avrebbe sconfitto i Popoli del Mare, raffigurata in un rilievo sul tempio di Medinet Habu

Intorno al 1200 a.C., tutto il sistema politico del Vicino Oriente crolla alquanto repentinamente sotto la spinta di popolazioni provenienti da Occidente (i cosiddetti "Popoli del Mare"). Questa crisi del XII secolo trasforma radicalmente la carta politica del Vicino Oriente, l'impianto insediamentale, la cultura materiale, i rapporti sociali. Già nell'Ottocento si faceva corrispondere a questo collasso il passaggio dall'Età del Bronzo all'Età del Ferro (e in genere si parla di un collasso dell'Età del Bronzo).
Con il crollo dell'impero hittita, il collasso parziale dell'Egitto, ma anche con il restringimento dell'Assiria (regno medio-assiro) e della Babilonia cassita ai nuclei originari, sottoposte com'erano alla pressione aramea, la Palestina si ritrovò dopo 500 anni libera da dominazioni straniere: questa libertà di manovra si manterrà fino all'espansione imperiale neo-assira.
Di fatto, il Tardo Bronzo era già stato caratterizzato da una crisi demografica. In particolare, i tavolati semiaridi della Transgiordania e dell'Alta Mesopotamia passano al nomadismo; in Anatolia e in Siria, grandi città vengono abbandonate e la popolazione si concentra nelle vallate irrigue (la sequenza dendrocronologica di Gordio conferma che intorno al 1200 l'Anatolia attraversò 7-8 anni di siccità). Questa tendenza era stata accentuata dall'atteggiamento dei palazzi, i quali intensificarono la richiesta di tributi per mantenere il proprio tenore di vita. Gli Stati maggiori cercarono di sanare la propria condizione di crisi scaricandola all'esterno, tramite una politica militare aggressiva, le deportazioni, la sottomissione di regioni periferiche e la richiesta di tributi.
Alla crisi dei maggiori centri abitati corrispose la crisi dei traffici carovanieri, che non potevano più contare sulla protezione del potere palatino in spazi in cui la presenza umana era sempre più diradata.
I piccoli re palestinesi già dal Tardo Bronzo si disinteressavano delle sorti della popolazione rurale. Anche sul piano dell'immagine, i re non si preoccupano più di manifestarsi come figure di garanzia (del resto, non emanano più editti di remissione dai debiti) e preferiscono presentarsi come figure eroiche. Il popolo non ha modo di ribellarsi apertamente e, di norma, i contadini indebitati scelgono la fuga (nelle Lettere di Amarna queste figure erano indicate con un termine accadico babilonese, habiru): il fenomeno è talmente esteso da spingere i vari Stati a "organizzare una rete di trattati di estradizione con procedure di ricerca, cattura, riconsegna". A queste condizioni, i fuggiaschi sono costretti a spingersi verso le steppe o i boschi, in zone che sfuggono al controllo palatino. Queste aree sono attraversate dalle rotte di transumanza e i pastori, anch'essi visti dai poli palatini come figure marginali e potenzialmente pericolose, in molte occasioni solidarizzano con i fuggiaschi. In qualche caso, interi villaggi si sottraggono all'obbedienza verso il palazzo e si organizzano intorno ad un principio di solidarietà tribale, divenendo habiru senza neppure spostarsi fisicamente.

## I Filistei

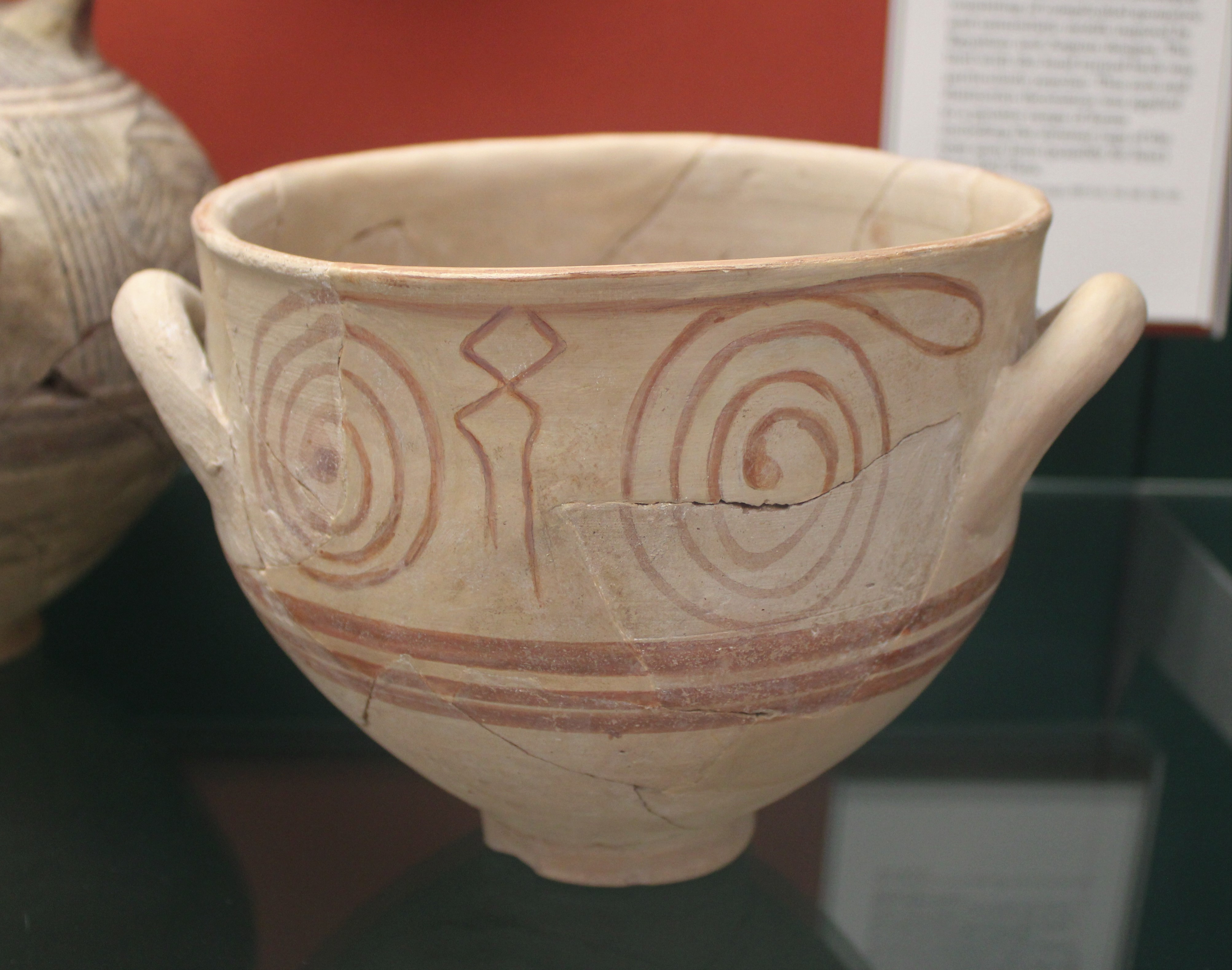
Ciotola filistea (o Micenea LH IIIC) da Tell Fara

Un ritratto schematico dell'invasione dei Popoli del Mare è offerto da un rilievo sul tempio di Medinet Habu: il faraone Ramses III vi è raffigurato nell'atto di sconfiggere in un unico decisivo scontro le variegate popolazioni occidentali. In effetti, è più probabile che il rilievo intenda riassumere una serie molteplice di scontri. Anche la schematizzazione offerta da Ramses III, secondo cui l'Egitto avrebbe resistito indenne all'invasione, mentre l'impero hittita sarebbe stato travolto, è vera solo in parte. L'Egitto perse, in effetti, i possedimenti in Siria-Palestina. In quest'area, in particolare nella Palestina meridionale, si stanziò il gruppo più imponente tra i "Popoli del Mare", cioè i Filistei.
I Filistei finiranno per attestarsi in un'area strutturata su cinque centri, la cosiddetta Pentapoli filistea (composta da Gaza, Ashdod, Ascalona, Gat ed Ekron), cercando di costituire regni modellati sui precedenti del Tardo Bronzo. Più a nord, a Dor, in direzione del Monte Carmelo, si stanzierà un altro gruppo, gli Zeker, come attesta il racconto di Wen-Amun.
A quanto pare, l'Egitto fece uso dei Popoli del Mare come mercenari sia prima sia dopo la grande invasione. È possibile ipotizzare che il faraone abbia lasciato che i Filistei occupassero la Palestina in sostituzione delle guarnigioni egizie.
La Pentapoli avrà un importante sviluppo nei secoli XII e XI, a dispetto del dettato della storiografia biblica, che la racconta subordinata al grande regno unito di David. Tutto al contrario, le città filistee cercarono di imporre la propria egemonia sui nascenti coaguli tribali degli altopiani, in particolare lungo la costa verso nord, fino al Monte Carmelo, lungo la Piana di Esdraelon, fino a Beit She'an, e fino al medio Giordano. Come scrive Liverani, "Pur rappresentando in quanto immigrati [...] un elemento di novità, [i Filistei] finirono col farsi portatori dei tratti fondamentali della cultura urbana locale, mantenendo una continuità assai maggiore (se paragonata alla «nuova società» degli altopiani) con gli schemi insediamentali e le tradizioni culturali del Tardo Bronzo".

## Innovazioni tecnologiche
Le principali innovazioni tecnologiche caratteristiche del passaggio all'Età del Ferro, oltre alla stessa metallurgia del ferro, sono l'alfabeto, il terrazzamento delle aree collinari (con l'aprirsi di attività di arboricoltura, in particolare di ulivi), l'intensificarsi dei disboscamenti (forse agevolati dall'uso di strumenti in ferro), il perfezionamento delle tecniche di irrigazione di terreni aridi (in particolare tramite lo sfruttamento dei fondi dei wadi, soprattutto in Transgiordania, Negev, Sinai), la costruzione di pozzi più profondi, l'uso di intonaci idraulici, la domesticazione sistematica di cammelli e dromedari (animali che erano già utilizzati nell'età del bronzo, ma solo marginalmente). Si diffonde, inoltre, la monta del cavallo, che in precedenza veniva solo aggiogato ai carri: questo uso nasce già nel Tardo Bronzo, ma si afferma solo in questa fase.

## I nuovi Stati a carattere gentilizio

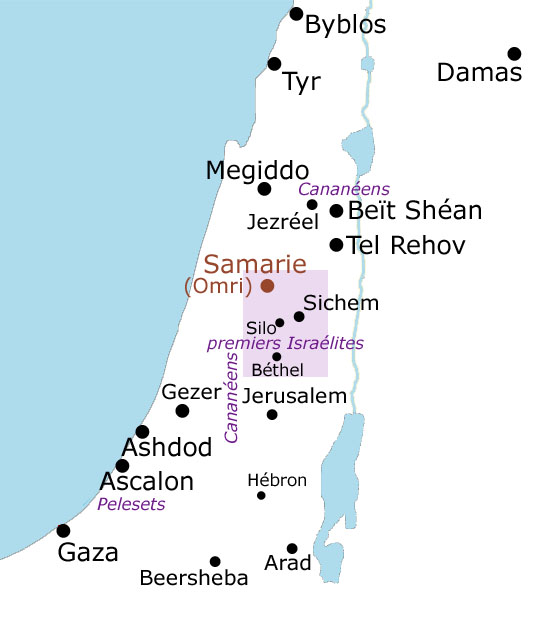
Le tribù "proto-israelitiche" poste sugli altopiani, i Cananei nelle pianure e i Filistei sulle coste

La crisi dei palazzi e le nuove tecnologie relative al trattamento dei territori semi-aridi comportano un incremento del peso politico dell'elemento nomade e ciò vale sia per le nuove forme di nomadismo integrale (quello dei cammellieri) sia per i vecchi gruppi di pastori transumanti. La tribù pastorale si configura come centro politico alternativo a quello palatino. Scrive Mario Liverani: "Il villaggio, che aveva attraversato le fasi di comunità autosufficiente, di comunità subalterna al palazzo, di unità amministrativa, viene riformulato come clan o sottogruppo della tribù, inserendosi nella struttura tribale come cellula di natura gentilizia".
Il vecchio parametro di appartenenza alla compagine statale nel Tardo Bronzo era di ordine amministrativo; il nuovo è relativo alla parentela e apre alla formazioni di Stati a base "nazionale". Il popolo è unito dalla comune discendenza da un antenato eponimo e la genealogia assume un valore fondativo, collegando il popolo tutto ad un mitico patriarca. Tutti i rapporti sociali vengono letti in chiave parentelare e anche la toponomastica riflette questi sviluppi: i nomi dei villaggi vengono riferiti a diverse denominazioni eponime (composte dal termine Bit, che vale 'casa di', 'casata', seguito dall'eponimo tribale), che evidenziano rapporti di discendenza o fratellanza tra i diversi gruppi clanici. I rapporti vigenti tra centri maggiori e villaggi, e in genere tutta la situazione insediamentale, vengono letti attraverso una ricostruzione eziologica che giustifichi confini, alleanze, rivalità, norme e divieti o il valore speciale di certi luoghi. Il modello genealogico di autodeterminazione è certamente fittizio: gli abitanti dei villaggi avranno spesso avuto rapporti di parentela, non però per divergenza (cioè comune discendenza), ma per convergenza (cioè attraverso matrimoni).
Le nuove strutture politiche di stampo gentilizio occupano o rioccupano spazi che nel Tardo Bronzo risultavano abbandonati (un processo che per la parte meridionale della Transgiordania era in corso fin dal XIII secolo). Le nuove tecniche di aridocoltura consentirono l'introduzione dell'agricoltura e l'occupazione in aree cui nel Tardo Bronzo si rinunciava (gli altopiani, le steppe). Le popolazioni che operano queste (ri)occupazioni in Palestina parlano lingue imparentate e sono strettamente connesse alle genti del Tardo Bronzo, dette cumulativamente Cananei. Alle formazioni statuali cananee al sud corrispondono formazioni aramee a nord.
È soprattutto l'elemento pastorale a dare il maggiore contributo al riassetto successivo al collasso, tanto che anche lì dove persiste l'ordinamento palatino, in accordo con i tempi muta il ruolo della regalità, costretta a rapportarsi con l'assemblea cittadina, in precedenza convocata solo in caso di emergenza.
Nel complesso, il riassetto della prima età del ferro comportò un allargamento degli orizzonti, non solo per la Palestina, ma per tutto il Vicino Oriente ad ovest dell'Eufrate e per il Mediterraneo: i Fenici avviano i propri commerci marittimi e si aprono lunghe tratte carovaniere che collegano la Transgiordania alla parte meridionale della Penisola arabica (Yemen).
Ad un attento esame, però, questo nuovo assetto ebbe anche conseguenze negative per la Palestina. Nel Tardo Bronzo, le pur inadatte coste palestinesi erano importanti per la navigazione costiera di piccolo cabotaggio, mentre le carovaniere passavano dalla Cisgiordania, utile corridoio tra Egitto e Siria. Con l'età del ferro, invece, gli altopiani centrali (nucleo dell'etnogenesi proto-israelitica, consistente nella ysrỉr della Stele di Merenptah, con i territori di Manasse, Efraim e Beniamino), resteranno tagliati fuori dalle principali rotte. "La marginalità della Palestina", scrive Liverani, "muta nelle circostanze, ma permane nella sostanza". Dagli sviluppi della nuova società "proto-israelitica" rimangono escluse le aree (maggiormente urbanizzate) in cui resistono le strutture socio-economiche del Tardo Bronzo: la costa da Gaza fino alla baia di Akko, la Shefela, la Piana di Yizre'el (da Megiddo a Bet She'an) e la media valle del Giordano. Anche la storiografia biblica posteriore accetterà di indicarle come 'non conquistate' (si vedano il Libro di Giosuè, 13.2-6 e il Libro dei Giudici, 3.1-6 per la costa, e Giosuè, 17.11-13 per la Piana di Yizre'el).

## L'occupazione degli altopiani

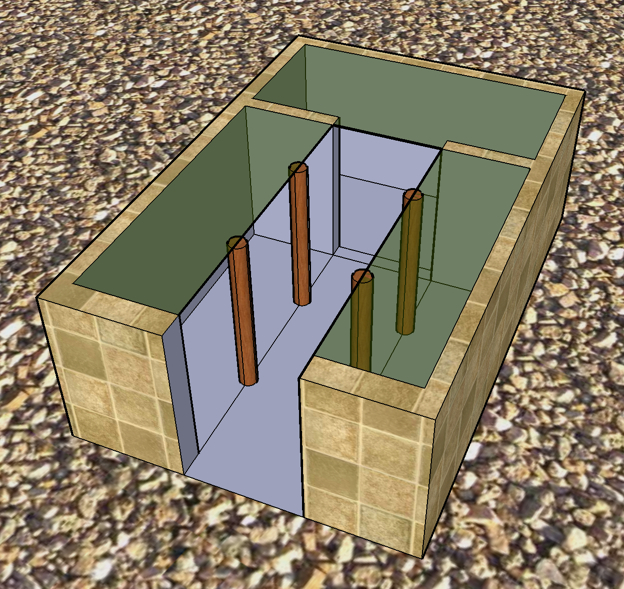
Schema del pian terreno di una "casa a quattro ambienti"

Il passaggio dal Tardo Bronzo alla prima età del ferro (Ferro I) evidenzia il moltiplicarsi di insediamenti negli altopiani (da una trentina di siti a circa 250). Questa nuova società di villaggio si formò, probabilmente, dalla commistione di elementi agricoli (i habiru in fuga) e tribali-pastorali (che già abitavano le alture). Questo complesso può essere definito "proto-israelitico" e a questa neoformazione etnica si riferisce forse la stele di Merenptah che nel XIII secolo menziona il nome di Israele.
Questa nuova società non ha caratteri del tutto omogenei: il territorio di Manasse e la Bassa Galilea erano più accessibili e risultano già occupati nel XIII secolo, di modo che denunciano una maggiore continuità con la cultura cananea del Tardo Bronzo. I territori di Efraim e Beniamino, l'Alta Galilea, il Negev sono invece luoghi più impervi e la stabilità insediamentale si impone solo con il Ferro I.
Sul piano demografico, nel Tardo Bronzo l'area costiera contava circa il doppio della popolazione degli altopiani, mentre nel Ferro I le quantità si equivalgono nelle due aree.
Per grandi linee, si possono distinguere due tipologie fondamentali di insediamento, che in genere si presentano in sequenza stratigrafica: il tipo più antico (XII-XI secolo) è rappresentato da siti a pianta ellittica, in cui le abitazioni hanno forma oblunga e sono disposte in cerchio a chiudere uno spazio centrale e aperto, secondo il modello delle tende dei nomadi. Il tipo successivo (XI-X secolo) è rappresentato da caratteristiche case "a pilastri".
Nel complesso, si tratta di una colonizzazione non pianificata, ma organizzata dal basso, operata da piccoli gruppi legati da parentela, i quali inizialmente predispongono un'occupazione leggera, fatta di tende e capanne, e poi, con le generazioni successive, stabilizzano gli insediamenti, che hanno però sempre le caratteristiche di una formazione extra-urbana, tipica dei pastori transumanti.
Il villaggio d'altura non è in genere fortificato, ha le case disposte in cerchio, si estende tra l'ettaro e il mezzo ettaro e ospita tra 100 e 150 persone. Un rilevante indicatore etnico è la presenza nei villaggi cananei in pianura di ossa di maiale e la sua assenza nei villaggi d'altura.

## Le dodici tribù di Israele

Le dodici tribù di Israele

Il mondo dei villaggi d'altura della prima età del ferro in Palestina è ritratto dal Libro di Giosuè e dal Libro dei Giudici, ma l'attendibilità di questi testi è assai dubbia in quanto di redazione di molto posteriore al contesto che pretendono di descrivere. Quanto alle liste delle dodici tribù di Israele, esse risalgono all'VIII secolo a.C. (le "Benedizioni di Giacobbe" di Genesi, 49 e le "Benedizioni di Mosè" di Deuteronomio, 33) o al IV secolo a.C. (i censimenti di Numeri, 2 e 26).
Tra gli studiosi, le posizioni vanno da un estremo di radicale adesione al dettato biblico, con attribuzione di piena storicità al periodo dei Giudici e alla federazione tribale pan-israelitica, fino all'estremo di considerare Ferro I come una fase del tutto preistorica.
C'è un certo consenso generale verso la considerazione di un sistema tribale strutturato gerarchicamente, che vede la tribù (šēbet o maṭṭeh) come corpo maggiore e poi, a scalare, il clan (mišpāḥāh), la famiglia allargata (bêt ʾāb) e la famiglia nucleare (geber), con quest'ultima che corrisponde archeologicamente alla casa con o senza pilastri, mentre il clan corrisponde al villaggio (i termini pĕrāzôt e ḥăṣērôt, 'recinti', rinviano alla forma a cerchio o anulare).
Nel complesso, non ci sono ragioni stringenti per non credere a questo impianto complessivo, anche se termini come šēbet e maṭṭeh sono stati giudicati tardivi (esilici e post-esilici) e anche se specifiche falsificazioni possono essersi prodotte. È possibile ipotizzare che le componenti inferiori di questa struttura gentilizia (mišpāḥāh, bêt ʾāb e geber) si siano effettivamente costituite all'origine dell'etnogenesi e le tribù solo in progresso di tempo, mentre la sistematizzazione delle tribù e soprattutto l'ideale federativo rispondano a modelli di molto successivi (VI secolo a.C.).
Esiste poi il problema della collocazione delle diverse tribù nel territorio. È infatti ragionevole (ed è stato naturalmente fatto) cercare corrispondenze tra il quadro offerto dalle fonti bibliche e quello restituito dalle emergenze archeologiche. Pare fuor di dubbio che si sia costituita ad un certo punto una tribù di Giuda tra Gerusalemme e Hebron, e che tale tribù sia stata alla base del regno di David (metà del X secolo), ma è anche possibile ipotizzare, all'inverso, che la tribù di Giuda si sia formata e auto-identificata solo al costituirsi del regno di David.
Discorso analogo può essere fatto per le tribù di Beniamino, subito a nord di Gerusalemme (Libro di Giosuè, 18) e di Manasse ed Efraim sugli altopiani centrali (Giosuè, 16-17). L'auto-identificazione di queste tribù va connessa (in un senso o nell'altro) con il costituirsi del regno di Saul.
Nel complesso, la collocazione tradizionale delle tribù principali sembra confortata dai dati archeologici, mentre le restanti tribù restano dubbie: Simeone, molto precocemente scomparsa; Levi, perché di per sé non territoriale e, come anche Issacar, di natura funzionale; Dan, non pertinente, in quanto rimasta quasi sempre sotto sovranità non israelitica (fenicia, poi aramaica, poi assira).
Il Libro di Giosuè presenta le dodici tribù come una lega già costituita al momento dell'ingresso nella "terra promessa", secondo una "teoria della conquista". Il Libro dei Giudici presenta invece una "teoria della lega tribale", che vede la lega come un organismo formale nel periodo successivo. È però assai improbabile che già nel XII secolo i villaggi di nuova formazione fossero uniti da un'auto-identificazione etnica (cioè si considerassero "Israeliti"). Innanzitutto, le forme della cultura materiale non sono omogenee tra altopiani centrali, Galilea, Negev ecc. D'altro canto, le prime attestazioni del termine "Israele" sembrano riferirsi ad un'area alquanto ristretta, che corrisponde ai territori di Manasse, Efraim e Beniamino.

## La legge mosaica
Secondo il racconto biblico, quando le dodici tribù si appropriano della "terra promessa", sono già dotate di una legge, trasmessa da Yahweh a Mosè sul Monte Sinai. In effetti, il complesso della legge mosaica è stratificato nel tempo e figura secondo formulazioni deuteronomiste o sacerdotali post-esiliche. Il discorso è però parzialmente diverso per i Dieci comandamenti: del Decalogo si hanno due formulazioni distinte: Deuteronomio, 5.6-21 e Esodo, 20.1-17.
Mentre il primo comandamento, con la sua norma monoteista, difficilmente può essere anteriore a Giosia, il quarto ("onora il padre e la madre") potrebbe essere datato all'Israele tribale e premonarchico, insieme al resto dei comandamenti. Infatti, già nel Tardo Bronzo (tra il XV e il XIII secolo), la clausola di onorare il padre e la madre era comune nelle successioni. Se in precedenza l'erede era individuato in base alla semplice primogenitura, quindi in ragione della nascita, nel Tardo Bronzo si afferma il principio secondo cui è il comportamento dei figli che permette ai genitori di individuare l'erede ("Non c'è primogenito né cadetto", secondo l'espressione usata in una tavoletta da Emar, VI, 93.181). Mentre i testi siriani usano il verbo kabādu ('onorare'), quelli mesopotamici usano palāḫu ('temere'). La stessa oscillazione si trova nei testi biblici: in Deuteronomio ed Esodo si trova kābēd ('onorare'), il che fa pensare che la redazione sia di ambiente palestinese; una formulazione sacerdotale (Levitico, 19.3) usa invece yārēʾ ('temere'), forse su influenza babilonese. Tutte queste formulazioni rinviano comunque al dovere da parte dei figli di accudire i genitori in età avanzata e al fatto che solo l'assolvimento di questo compito farà loro meritare l'eredità.

## Gerusalemme e Sichem

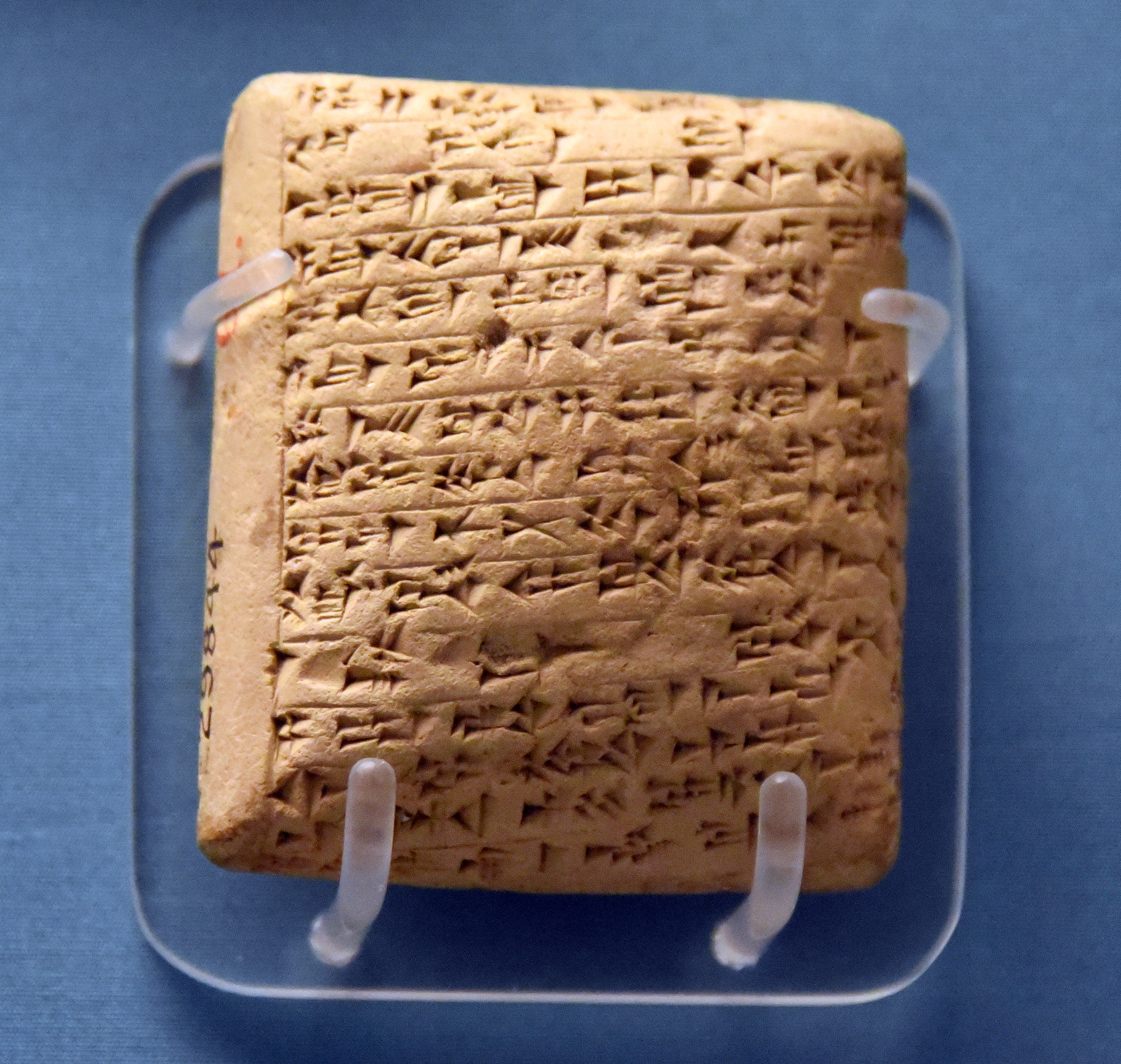
Lettera di Lab'aya (conservata nell'archivio di Amarna) destinata al faraone (Amenhotep III o il figlio di questi, Akhenaton), in cui il re di Sichem si difende dall'accusa di aver assoldato mercenari habiru contro altre città-stato palestinesi (British Museum, ME 29844. EA 252)

Gli altopiani centrali non ospitano che due centri palatini: Sichem al nord e Gerusalemme al sud. È ragionevole pensare che questi due centri non avessero lo stesso controllo esercitato dalle "città-stato" delle pianure o che l'avessero presto perso, in ragione dell'aumentare del peso politico degli elementi tribali, fino al punto in cui questi nuovi elementi convogliarono i due palazzi verso una nuova conformazione politica (che è stata definita "stato dimorfico", cioè insieme urbano e tribale).
Già al tempo delle Lettere di Amarna, Sichem e Gerusalemme venivano descritte come specialmente legate all'elemento habiru. Il re di Gat riferisce al faraone egizio di Lab'aya, re di Sichem, che ha una politica aggressiva e accoglie i habiru, e poi di Abdi-Kheba, re di Gerusalemme, che sarebbe come un "secondo Lab'aya". Ma lo stesso Abdi-Kheba scriveva al faraone: "Dovremmo forse fare anche noi come Lab'aya, che diede Sichem in mano al nemico (habiru)?". Un re di Megiddo scrive che "i due figli di Lab'aya hanno dato il loro argento ai habiru e ai Sutei, perché compiano ostilità contro di me".
Di fatto, in rapporto all'insorgere dell'elemento habiru le circostanze per Sichem e per Gerusalemme furono assai differenti: Gerusalemme cercò di resistere ai habiru, era ad essi sostanzialmente estranea e finirà per essere annessa. Tra l'XI e il X secolo, Gerusalemme non poté che constatare il formarsi del regno di Saul a nord e del regno di David a sud. Lo stesso etnonimo "Gebusei", destinato dalla Bibbia agli abitanti di Gerusalemme, è un indizio dell'estraneità della città all'insorgente elemento tribale. La Bibbia descrive la conquista di Gerusalemme da parte di David, che ne farà la propria capitale, come un atto violento.
Sichem verrà invece progressivamente assimilata, come conferma anche il dato archeologico, che evidenzia continuità tra lo strato XIII della florida città del XIV secolo, lo strato XII del XIII secolo (più modesta) e lo strato XI dell'insediamento "proto-israelitico" del Ferro I. Nel Libro della Genesi, 34, si racconta del patto tra Sichem e il gruppo di Giacobbe, in cui peraltro sono riportati problemi di assimilazione etnico-religiosi che vanno attribuiti a redazioni post-esiliche ("non possiamo dare nostra sorella a uno che non è circonciso; perché ciò sarebbe per noi un disonore"). Nel Libro dei Giudici, 9.1-6, si racconta della violenta presa del potere da parte di Abimelek, che si impone re a Sichem: il racconto è fortemente influenzato dal dibattito sulla monarchia (con la posizione antimonarchica espressa dall'apologo di Yotam, in Giudici, 9.7-15).

## Megiddo e la Galilea

La Galilea e la Piana di Yizre'el

Al nord, le zone pianeggianti si incuneano tra le alture e sono punteggiate da città-stato cananee. Megiddo è il maggiore centro della Vallata di Yizre'el, mentre Hasor domina il Lago di Tiberiade. In Galilea si avverte, attestata dalla caratteristica ceramica bicroma, la presenza fenicia.
La tribù pastorale di Manasse si trova a sud della piana di Megiddo, mentre a nord si trovano le tribù galilee di Asher, Zabulon e Neftali. Manasse, probabilmente per l'interposizione di Sichem, si lega alle tribù galilee piuttosto che al nucleo composto da Efraim e Beniamino, come attesta la Bibbia sia per il periodo della conquista che per quello dei Giudici. Un primo episodio è lo scontro a Merom tra Hasor, che secondo Giosuè 11.10 era "il principale di tutti quei regni", e una lega pan-israelitica guidata da Giosuè. È probabile però che il passo sia di redazione tarda.
Un episodio più credibile è quello relativo allo scontro a Ta'anak, presso Megiddo, tra le tribù galilee di Zabulon, Issacar e Neftali, insieme a quelle centrali, cioè Manasse (Makir), Efraim e Beniamino, guidate da Baraq e dalla profetessa Debora, contro le città cananee, guidate dal re Yabin e dal generale Sisera. Il Cantico di Debora, generalmente considerato uno dei testi più antichi della Bibbia, sta alla base della narrazione del conflitto. Il racconto rinvia all'esistenza di una confederazione di dieci tribù, di cui solo sei decidono di partecipare allo scontro, mentre le altre quattro (Asher, Dan, Ruben e Gilead), per ragioni diverse, si defilano. La coalizione è denominata "Israele" (ed effettivamente coincide con il futuro "Regno del Nord") o "popolo di Yahweh", ma anche con il nome collettivo pĕrāzôn ('paesani'), che rinvia agli abitanti dei pĕrāzôt ('villaggi'), contrapposti alle città fortificate cananee. Vengono anche menzionati i 'fuggiaschi' (šārîd) che scendono "contro i nobili" ("il popolo di Yahweh è sceso contro i forti", Giudici, 5.13). Questo scontro è collocabile alla fine dell'XI secolo a.C. ed è possibile che abbia determinato il collasso del sistema delle città cananee: nel territorio, infatti, si consolida la presenza dei Midianiti (cioè i nomadi cammellieri) e dei Filistei. La Bibbia riferisce di un'ulteriore coalizione, con le tribù galilee di Neftali, Asher e Zabulon, supportate da Manasse, con a capo Gedeone: questo frangente è collocabile all'inizio del X secolo (anche se il passo, cioè Giudici, 6-8, probabilmente sarà stato poi interpolato per dargli una ampiezza pan-israelitica).
In ogni caso, le tribù galilee non si mostreranno capaci di darsi un ordinamento compatto. I Filistei ebbero dunque modo di introdursi stabilmente nella Piana di Yizre'el e fino a Bet She'an, dove li troverà Saul. Sulla Piana di Yizre'el non poté costituirsi alcun organismo politico paragonabile alla Pentapoli filistea, ma questo "corridoio" si rivelò abbastanza compatto da impedire il coagulo tra Manasse e le tribù galilee. Le tribù del nord, dunque, poterono integrarsi ad un ritmo più lento rispetto a quelle del sud.